# Martin Chadima
Martin Chadima (* 1970) je český teolog a filosof. Působí jako středoškolský a vysokoškolský pedagog a vikář Církve československé husitské.

## Biografie
Dlouhodobě spolupracoval s Českým rozhlasem (např. pořad Kořeny) i s Českou televizí jako autor námětu či scénáře celé řady pořadů s duchovní či historickou tematikou. Dříve se věnoval převážně odborným historickým publikacím, například Mistr Jan Hus: Člověk, teolog, mučedník (2014), Mistr Jeroným Pražský: Příběh středověkého intelektuála (2016), Tomáš Garrigue Masaryk a náboženství (2021). Jeho poslední knihou je román Poslední kacíř (2023).